# Bracco francese tipo Pirenei
Il bracco francese tipo Pirenei è un cane da caccia originario dell'area pirenaica della Francia.
La razza è praticamente identica al bracco francese tipo Gascogne, dalla quale differisce per la taglia inferiore, per il muso più corto e meno rettangolare, e per le orecchie meno lunghe e attaccate più in alto.
In Francia è più diffuso del  gascogne, mentre in Italia è molto poco conosciuto.